# Valeriana nelsonii
Valeriana nelsonii là một loài thực vật có hoa trong họ Kim ngân. Loài này được Greenm. miêu tả khoa học đầu tiên năm 1905.